# 硫化ウラン(II)
硫化ウラン(II)(Uranium monosulfide)は、硫黄とウランの無機化合物である。化学式はUSで表される。

## 性質
一炭化ウランに硫化ウラン(II)を含ませることで一次クリープ強度や高温硬度が増加することが分かっている